# جوناس يوهانسن
جوناس يوهانسن (بالنرويجية البوكمول: Jonas Johansen)‏ هو لاعب كرة قدم نرويجي في مركز الدفاع، ولد في 22 مارس 1985 في ترومسو في النرويج. شارك مع منتخب النرويج تحت 16 سنة لكرة القدم ومنتخب النرويج تحت 17 سنة لكرة القدم ومنتخب النرويج تحت 18 سنة لكرة القدم ومنتخب النرويج تحت 19 سنة لكرة القدم ومنتخب سامي لكرة القدم. أما مع النوادي، فقد لعب مع ترومسو إيدريتسلاغ ونادي هاوغسوند.

## وصلات خارجية
- جوناس يوهانسن على موقع قاعدة بيانات كرة القدم.إي يو (الإنجليزية)
- جوناس يوهانسن على موقع ناشيونال فوتبول تيمز (الإنجليزية)
- جوناس يوهانسن على موقع Soccerway.com (الإنجليزية)